# سنة بين الفرنسيين
سنة بين الفرنسيين (Une année chez les Français) هي رواية ذات طابع سيري-ذاتي للكاتب والخبير الاقتصادي المغربي فؤاد العروي، نُشرت سنة 2010 عن دار النشر الفرنسية جوليار (Julliard). تستند الرواية بشكل أساسي إلى تجربة الكاتب الشخصية خلال العام الدراسي 1969-1970، حين كان تلميذًا في ثانوية ليوطي ذات الطابع الفرنسي في مدينة الدار البيضاء.
تتتبع الرواية مسار الطفل المغربي مئير المهدي، المنحدر من وسط شعبي، والذي يُقبل في الثانوية الفرنسية المرموقة بفضل نبوغه. يجد نفسه في عالم غريب عنه ثقافيًا واجتماعيًا، حيث يعيش داخل القسم الداخلي المخصص للتلاميذ الفرنسيين. بين صدمة الهوية، والاختلاف الثقافي، وحياة النخبة، تبدأ الرواية في تفكيك العلاقة المعقدة بين المستعمِر والمستعمَر، وبين التبعية الثقافية والسعي نحو الذات.
نالت الرواية استحسانًا نقديًا واسعًا، ورُشّحت للعديد من الجوائز الأدبية، واعتُبرت واحدة من أبرز الأعمال التي تناولت التداخل الثقافي والهوياتي في مغرب ما بعد الاستعمار.

## ملخص الرواية
تدور أحداث رواية "سنة بين الفرنسيين" للكاتب المغربي فؤاد العروي خلال فترة انتقالية دقيقة من تاريخ المغرب، وتحديدًا في أواخر ستينيات القرن العشرين، وهي مرحلة تتسم بتحولات سياسية وثقافية عميقة بعد الاستقلال. تجري الوقائع خلال السنة الدراسية 1969-1970 داخل أسوار ثانوية ليوطي بمدينة الدار البيضاء، وهي مؤسسة تعليمية ذات طابع فرنسي مرموق.
يروي العمل قصة مهدي، الطفل المغربي القادم من مدينة بني ملال، الذي يُقبل في الصف السادس بالثانوية الفرنسية بفضل نبوغه وتفوقه الدراسي. بعد انتقاله إلى البيضاء، يصطدم مهدي بعالم جديد كلّيًا بالنسبة إليه: عالم الفرنسيين، المليء بالمفاهيم الثقافية والنظام التعليمي المختلف، واللغة الفرنسية التي لا يتقنها بعد، ناهيك عن التفاوت الطبقي الواضح بينه وبين زملائه المنحدرين من أوساط برجوازية أو من أبناء المغتربين الفرنسيين.
يسرد فؤاد العروي، بأسلوبه الساخر والفكاهي المميز، هذه التجربة التي تحمل أبعادًا سير-ذاتية، مُستلهمًا من ذكرياته كطالب في نفس المؤسسة. تسلط الرواية الضوء على الصدمة الثقافية التي يعيشها البطل، وصراعه اليومي لفهم المصطلحات، وتجاوز التهكم الذي يلقاه من بعض زملائه بسبب لهجته الريفية أو خلفيته الاجتماعية.
ترصد الرواية أيضًا ظاهرة التعدد الثقافي والطبقي داخل المدرسة، حيث تتقاطع مسارات تلاميذ من خلفيات مختلفة، لتطرح أسئلة عميقة حول الهوية، والانتماء، والتربية، والاستعمار الثقافي، في مغرب ما بعد الاستقلال.

## تحليل روايةسنة بين الفرنسيينلفؤاد العروي

### 1. الشخصيات
- مهدي (البطل)

هو الشخصية المحورية في الرواية. طفل ذكي، ينحدر من وسط شعبي بمدينة بني ملال. يتم قبوله في ثانوية ليوطي بسبب تفوقه، ويواجه صدمة حضارية عندما يجد نفسه وسط عالم فرنسي غريب عنه تمامًا. يعكس مهدي صراع الهوية، بين ثقافته الأم والمجتمع الذي يُفرض عليه الانخراط فيه.
- الأساتذة الفرنسيون

يمثلون السلطة المعرفية والنظام المدرسي الاستعماري الذي لا يزال قائماً بعد الاستقلال. بعضهم يظهر تعاطفًا مع مهدي، بينما يكرّس آخرون الهيمنة الثقافية من خلال اللغة والتقييم.
- التلاميذ الفرنسيون والمغاربة المفرنسون

يتفاوتون بين متعجرفين، ساخرين من لهجة مهدي، وبين من يقدم له الدعم. يعكسون الفوارق الطبقية والثقافية الحادة داخل المجتمع المغربي آنذاك.
- والدة مهدي

تمثل البساطة والتقاليد المغربية الأصيلة. علاقتها بمهدي تبقى رمزية، وتؤكد على جذوره التي يصعب عليه التخلي عنها رغم رحلته في عالم جديد.

### 2. الأماكن
- ثانوية ليوطي (الدار البيضاء)

رمز للمؤسسة الاستعمارية الفرنسية في المغرب. تحضر كمكان مركزي للرواية حيث تدور معظم الأحداث. تمثل التوتر الثقافي والتربوي الذي يعيشه التلميذ المغربي داخل نظام مفرط في "الفرنسة".
- بني ملال

مدينة البطل الأصلية، تمثل "العالم المغربي الحقيقي"، مجتمع محافظ، تقليدي، يواجه الحداثة بنوع من الانغلاق. هي فضاء الحنين والجذور والتناقض مع المدينة الفرنسية النمط.

## أسلوب الرواية
تتميز الرواية بعمقها النفسي وسردها السلس، حيث يستعرض الكاتب بتفصيل دقيق المعاناة التي يعيشها الشاب المغربي بين هويته العربية الأصيلة والتأثيرات الثقافية الغربية التي يفرضها عليه النظام التعليمي الفرنسي. يقدم العروي صورة واقعية ومؤثرة عن الصراع الداخلي الذي يعيشه الشاب بين الانتماء إلى مجتمعه الأصيل وبين الرغبة في الانفتاح على العالم الخارجي. يعتمد العروي على سرد الأحداث بشكل تسلسلي وواضح، متجنباً التعقيد اللغوي، مما يجعل القارئ يعيش الأحداث وكأنه أحد أبطالها. هذا الأسلوب السلس يجعل الرواية في متناول الجميع، سواء كانوا من المتخصصين في الأدب أم من القراء العاديين.ويعتبر هذا المزيج من أبرز سمات الرواية، حيث يستند العروي إلى تجربته الشخصية كطالب في مدرسة ليوطي الثانوية، ولكنه في الوقت نفسه يضيف إليها عناصر روائية تزيد من عمق القصة. يتميز العروي بقدرته على وصف الأشخاص والأماكن والأحداث بدقة متناهية، مما يخلق لدى القارئ صورة واضحة عن البيئة التي تدور فيها الأحداث. وصفه التفصيلي للملابس والمباني والعادات والتقاليد يجعل القارئ يغوص في عالم الرواية ويعيش أجوائها.و يضفي العروي على روايته لمسة من السخرية السوداء، حيث يسخر من بعض المواقف والأشخاص. استخدم العروي الاستعارات والتشبيهات ، ووظف عدة اقتباسات لكتاب وفنانين كبار مثل آرثر رامبو، جيرار فيليب، موزارت، فان جوخ، بيكاسو… إلخ.

## الرموز والدلالات
- مهدي: يرمز إلى الجيل المغربي الجديد بعد الاستقلال، الذي يحاول أن يوفق بين ماضيه التقليدي وحاضره المفرنس.
- ثانوية ليوطي: ترمز للهيمنة الثقافية الفرنسية المستمرة في المؤسسات المغربية.
- اللغة الفرنسية: أداة للهيمنة وللترقي الاجتماعي في الوقت نفسه، تُبرز تناقضات البطل وتجاربه.

## قضايا الرواية
- الهوية والاندماج: الرواية تسائل بعمق قدرة الطفل المغربي مهدي، المنحدر من وسط شعبي تقليدي، على الاندماج في فضاء تربوي وثقافي فرنسي بحت. تمثل هذه الإشكالية ثنائية الانتماء والانفصال: فمن جهة، يجد نفسه مبهورًا بالنظام التعليمي المنظم، واللغة الفرنسية، وطريقة التفكير "العقلانية"، ومن جهة أخرى، يُعاني من قلق الهوية، لأنه يشعر بأنه غريب عن هذا العالم، بل وتُمارس عليه ضغوط ناعمة لتبني هوية جديدة تُعارض جذوره.[3] تسائل الرواية سؤالاً وجوديًا:هل يمكن لمهدي أن يندمج دون أن يتنكر لأصله؟ وهذا يعكس إحدى أعمق أزمات ما بعد الاستعمار، حيث يُطلب من الفرد أن يختار بين الحداثة المشروطة والأصالة المهمّشة.[4]
- اللغة كسلطة: في الرواية، لا تظهر اللغة الفرنسية كأداة تواصل فقط، بل كأداة سلطة وهيمنة. فاللغة تُستخدم لتحديد من هو "الذكي" و"المثقف"، ومن هو "الجاهل" أو "الريفي". يواجه مهدي هذا التمييز حين يُسخر منه زملاؤه بسبب لهجته ونطقه، كما يُعامل على أنه أقل كفاءة فقط لأنه لا يمتلك ناصية اللغة الفرنسية. الرواية تكشف كيف تتحول اللغة إلى معيار للشرعية الاجتماعية، حيث تكون الفرنسية بمثابة جواز مرور إلى "العالم المتقدم"، بينما تبقى العربية أو الدارجة رمزًا للتأخر والهامش.[5][6]

- الطبقية والتعليم: الرواية تسلّط الضوء على التعليم كأداة لإعادة إنتاج الفوارق الاجتماعية، لا لتقليصها. مهدي، رغم ذكائه، يشعر بالغربة في مؤسسة لا تراعي خلفيته، بل تطلب منه التماهي مع ثقافة لا تمت له بصلة. بينما يتفوّق زملاؤه بفضل الرأسمال الثقافي والاجتماعي الذي ورثوه من أسرهم، يُطلب من مهدي أن يعوّض ذلك بـ"الاجتهاد".[7] ثانوية ليوطي في الرواية ترمز إلى نموذج فرنسي استعماري للتعليم، حيث يُمنح الامتياز لمن يستطيع التحدث بلغة النخبة واعتناق رموزها، بينما يبقى الآخرون في الهامش، حتى لو كانوا متفوقين.[8]

تمثل رواية سنة بين الفرنسيين انعكاسًا دراميًا للصراع العميق بين المركز (الثقافة الفرنسية المهيمنة) والهامش (الثقافة المحلية المغربية المهمشة)، حيث يُجسّد البطل مهدي موقع هذا التوتر في ذاته وواقعه اليومي.

في المؤسسة التعليمية (ثانوية ليوطي)، نجد أن المركز ليس فقط جغرافيًا (الدار البيضاء الكبرى مقارنة ببني ملال)، بل رمزيًا، حيث تحضر الفرنسية كلغة، والثقافة الفرنسية كأسلوب حياة، والقيم الغربية كنموذج للتفوق. في المقابل، يجرّ مهدي خلفه "الهامش" بكل دلالاته: لهجة مرفوضة، ماضٍ قروي، جهل بالرموز الثقافية المهيمنة، ونظرة دونية من الآخر.
الرواية هنا تطرح سؤالًا عميقًا:
هل يمكن للهامش أن يندمج في المركز دون أن يُمحى؟

 أم أن محاولات الاندماج تكون مشروطة بالتنكر للذات الأصلية؟
فؤاد العروي، بأسلوبه الساخر الذكي، لا يُدين أحد الطرفين بشكل مباشر، بل يترك المسافة الكافية للقارئ ليلاحظ بنفسه كيف أن النظام التربوي والثقافي قد يكون أداة لإعادة إنتاج التراتبية الاجتماعية والثقافية، حيث يبقى أبناء المركز في الأعلى، ويُكافح أبناء الهامش لا ليصعدوا، بل ليُعترف بهم.

## الجوائز والترشيحات
حازت الرواية جائزة "جائزة الطحلب الذهبي" Prix de l'Algue d'or ، كما تم اختيارها ضمن القائمة الأولية لجائزة "جائزة غونكور" Prix Goncourt .